# Železničná spoločnosť
Firma Železničná spoločnosť, a.s. se sídlem v Bratislavě byla největším slovenským provozovatelem drážní dopravy. Společnost používající zkratku ZSSK existovala v letech 2002 až 2004. Držitelem všech akcií společnosti byla Slovenská republika prostřednictvím Ministerstva dopravy, pôšt a telekomunikácií (MDPT).

## Historie
Společnost vznikla 1. ledna 2002 oddělením činností spojených s provozováním drážní dopravy od původně unitárních železnic Železnice Slovenskej republiky (ŽSR).
K významným mezníkům v historii společnosti patří 2. únor 2003, od kdy firma zcela zastavila provoz osobních vlaků na 24 slovenských tratích a prakticky na všech ostatních došlo k omezení počtu spojů.
Ke zrušení společnosti bez likvidace došlo k 1. 1. 2005, kdy rozdělením zaniklé firmy vznikly dvě nové, na sobě nezávislé, společnosti, které převzaly aktivity spojené s provozováním osobní dopravy (Železničná spoločnosť Slovensko) a s provozováním nákladní dopravy (Železničná spoločnosť Cargo Slovakia).

## Rušení spojů
2. února 2003 společnost provedla výraznou redukci počtu provozovaných osobních vlaků na síti ŽSR. Zcela byl zastaven provoz pravidelných osobních vlaků na 24 tratích, na ostatních tratích pak byl významný počet vlaků zrušen. V průběhu ledna 2003 proběhly dvě stávky, které však nevedly ke zrušení rozhodnutí o zastavení provozu. 29. ledna proběhla šestihodinová stávka, další - časově neomezená - stávka byla zahájena 31. ledna ve 23:00. Stávka byla ukončena večer 3. února poté, co soud nařídil ukončení stávky.
Na některých tratích byl po několika týdnech provoz alespoň částečně obnoven.

## Vozidla
ZSSK převzala od ŽSR prakticky kompletní park hnacích i tažených vozidel, vyjma některých vozidel určených pro údržbu a opravy tratí, které zůstaly s ohledem na předmět činnosti ŽSR v jejím majetku.
Společnost tak provozovala motorová i elektrická hnací vozidla pro dopravu osobních i nákladních vlaků, stejně jako tažená vozidla pro přepravu osob i zboží.
Mezi investice do nových vozidel patřilo pořízení šesti kusů motorových jednotek řady 840 (typ Stadler GTW) vyrobené konsorciem Stadler Rail a ŽOS Vrútky.